# Australian Ice Hockey League 2006
Die Saison 2006 war die sechste Spielzeit der Australian Ice Hockey League, der höchsten australischen Eishockeyspielklasse. Meister wurden zum dritten Mal in der Vereinsgeschichte die Newcastle North Stars.

## Modus
In der Regulären Saison absolvierte jede der acht Mannschaften insgesamt 28 Spiele. Die vier bestplatzierten Mannschaften qualifizierten sich für die Playoffs, in denen der Meister ausgespielt wurde. Für einen Sieg nach regulärer Spielzeit erhielt jede Mannschaft drei Punkte, für einen Sieg nach Overtime zwei Punkte, für eine Niederlage nach Overtime einen Punkt und für eine Niederlage nach der regulären Spielzeit null Punkte.

## Reguläre Saison

### Tabelle
|    | Klub                  | Sp | S  | OTS | OTN | N  | Tore    | Punkte |
| -- | --------------------- | -- | -- | --- | --- | -- | ------- | ------ |
| 1. | Melbourne Ice         | 28 | 21 | 0   | 2   | 5  | 109:072 | 65     |
| 2. | Adelaide Avalanche    | 28 | 19 | 0   | 0   | 9  | 112:068 | 57     |
| 3. | West Sydney Ice Dogs  | 28 | 18 | 1   | 0   | 9  | 095:082 | 56     |
| 4. | Newcastle North Stars | 28 | 16 | 0   | 1   | 11 | 138:089 | 49     |
| 5. | Sydney Bears          | 28 | 15 | 1   | 1   | 11 | 133:101 | 48     |
| 6. | Brisbane Blue Tongues | 28 | 10 | 1   | 0   | 17 | 117:114 | 32     |
| 7. | Central Coast Rhinos  | 28 | 6  | 0   | 0   | 22 | 093:158 | 18     |
| 8. | Canberra Knights      | 28 | 3  | 1   | 0   | 24 | 074:185 | 11     |

Sp = Spiele, S = Siege, U = Unentschieden, N = Niederlagen, OTS = Overtime-Siege, OTN = Overtime-Niederlage, SOS = Penalty-Siege, SON = Penalty-Niederlage

## Playoffs

### Halbfinale
- Melbourne Ice – Newcastle North Stars 1:6
- Adelaide Avalanche – West Sydney Ice Dogs 5:2

### Finale
- Adelaide Avalanche – Newcastle North Stars 0:4